# Leptotarsus rhodesiae
Leptotarsus rhodesiae är en tvåvingeart som först beskrevs av Alexander 1937.  Leptotarsus rhodesiae ingår i släktet Leptotarsus och familjen storharkrankar.
Artens utbredningsområde är Zimbabwe. Inga underarter finns listade i Catalogue of Life.